# Masat
Masat is een bestuurslaag in het regentschap Bengkulu Selatan van de provincie Bengkulu, Indonesië. Masat telt 1345 inwoners (volkstelling 2010).